# Baylo
Un baylo (bailli) était un diplomate qui supervisait les affaires des Vénitiens à Constantinople, et a été un élément permanent de Constantinople autour de 1454.
Le traumatisme résultants des guerres de Venise avec les sultans fit comprendre à ses dirigeants que dans le cas ottoman, la ville aurait à s'appuyer principalement sur des moyens politiques et diplomatiques plutôt sur des offensives militaires visant à maintenir et défendre sa position en Méditerranée orientale.
Le travail était très vaste, car il était à la fois bailli de Venise et ambassadeur de la politique étrangère. Il était très important dans le maintien de bonnes relations entre le sultan (byzantin et ottoman et plus tard le gouvernement) et le gouvernement de Venise. Il était aussi là pour représenter et protéger les intérêts politiques de Venise. À Constantinople le bailli travaillait pour résoudre les malentendus entre les Ottomans et les Vénitiens. Pour ce faire, il a établi des contacts et des amitiés avec les Ottomans influents, ce faisant, ils ont été capables de protéger leurs propres intérêts. Malheureusement, il y avait des cas où il y avait des difficultés à trouver des remplaçants. Cela est souvent dû à pas assez de remplaçants qualifiés, le refus d'accepter le poste et le remplaçant mourant avant d'atteindre Constantinople.

## Le Bailate - l'ambassade de Venise
Entre la chute de Constantinople le 29 mai 1453 et le déclenchement de la guerre de 1499, le bailli se déplaça vers le centre de Galata. Après une autre guerre, le bailli déménagea à Galata à une ambassade appelée « Vigne di Pera. » Cette maison a été utilisée comme résidence d'été et comme un refuge lors de la peste. Après une guerre avec Chypre, l'ambassade de Galata déménagea définitivement à la « Vigne di Pera. » La plupart des baillis préféraient cet endroit car il avait moins de restrictions dans les voyages après les heures, et son emplacement idéal dans le trafic avéré esclaves.
"Vigne di Pera" était un grand complexe entouré de mur, avec de plus petits complexes à l'intérieur. Il avait une assez grande superficie pour jouer au ballon, une petite chapelle et un logement isolé pour les transporteurs postaux afin d'éviter la propagation des maladies. Il y avait deux parties à l'ambassade, une publique et un espace privé. L'espace privé abritait le Bailate, son entreprise, son corps de janissaire, et le secrétariat. Le domaine public a été utilisé comme aire de réception pour les dignitaires et autres personnes importantes, ainsi que d'une salle de banquets pour des occasions spéciales et des fêtes.

## Fonctions, devoirs et responsabilités
Une des principales responsabilités des bailli était de recueillir des informations sur l'Empire ottoman. Ils ont généralement obtenu cette information par leurs réseaux d'amis, leur famille et un réseau d'espionnage, ce réseau d'espionnage informel composé de ceux qui ont travaillé dans l'arsenal impérial de Galata, les marchands et de leurs associés et même les gens qui ont travaillé au sein de la bureaucratie ottomane. La caution est également mis en place dans d'autres ambassades étrangères.
Le bailli a la responsabilité de promouvoir et de protéger le commerce vénitien. Ce fut le cas après la bataille de Lépante, où le bailli leur a ordonné de protéger l'intégrité de leur marchands du pouvoir des anglais, néerlandais et florentins. Les bailli à chaque fois qu'il y avait un nouveau sultan ils ont fait en sorte que les accords pris avec l'ancien sultan aient été bien suivis (ce qui a été fait pour protéger les citoyens de Venise, marchandises et les biens, cela demandait beaucoup d'attention de la part du bailli pour s'assurer qu'ils ne se fassent pas doubler).
Protéger les intérêts commerciaux des Vénitiens dans le commerce international a également été une fonction des bailli. Cela a été fait en particulier si la personne a demandé au bailli de l'aider dans le règlement de dettes avec d'autres personnes. Ils devaient s'assurer que le commerce était bon, et ont été responsables des sujets Vénitiens de Constantinople, en particulier à leur mort. Ils ont également agi en tant que juges sur leurs sujets vénitiens en raison de leur statut supérieur. Les affaires qu'ils traitaient étaient essentiellement des questions commerciales et juridiques. Il a aussi été responsable de tout le commerce de terres ottomanes et chargé de remplacer les consuls à chaque fois qu'il voulait.
Le bailli avait interdiction de commercer eux-mêmes ou pour d'autres personnes car les situations auraient rapidement pu devenir compliquées et il serait tenu responsable et l'intégrité de la mission serait compromise. Bien qu'interdit de se livrer à des actes commerciaux, les baillis en firent quand même.

## Vie d'un bailli
Le bailli débutait humblement, il avait une éducation classique et humaniste et souvent des études universitaires. Après avoir reçu une éducation universitaire le nouveau noble tentera de faire partie de la Maggior Consiglio, c'est généralement autour de l'âge de 25 ans, et si le noble a eu un succès, il a ensuite été autorisé à détenir une fonction publique et de participer à la vie politique. Si les hommes étaient de la plus ancienne et la plus noble famille, ont leur a accordé cette position beaucoup plus rapidement que leurs pairs par le biais de la loterie Barbarella, et si les jeunes hommes, il a gagné cette position au moment où il avait 20ans. La plupart des baillis ont dû travailler dans différents lieux pour avancer dans leur carrière, mais il y en a d'autres qui n'ont pas voyagé et ont travaillé à Venise dans les affaires intérieures.
Beaucoup de baillis ne se marient pas - ce qui peut être attribué au fait que la plupart des intéressés privilégiaient le prestige économique de leur famille, et ont d'autres frères qui ont perpétué la famille. Ils ont été impliquées dans le rite latin des communautés de l'Empire ottoman. Ils ont fait faire des choses comme les églises qui pourrait être utilisée par les Vénitiens, et représentant les catholiques romains. Ils ont eu une vie sociale active et ont été présents dans les confréries, du Saint-Sacrement, patronnèrent des artistes et des artisans dans la création d'objets religieux et de décorations pour les églises de rite latin de Galata et Constantinople.
Un de leurs devoirs était de racheter les esclaves vénitiens en les libérant, à moins qu'ils ne se soient volontairement convertis à l'Islam. Le principal problème est qu'ils ne pouvaient libérer trop d'esclaves sinon le sultan se plaignait et ils perdaient leur travail. Ils avaient des fonds réservés pour libérer les esclaves et donc beaucoup de personnes les accostaient pour leur demander leur aide. Ces fonds venaient de leur poche, ou soit à partir de dons de l'église de Venise.
Il y avait beaucoup de raisons pour lesquelles certains ne voulait pas devenir bailli. Il y avait un risque pour la santé d'à aller à Constantinople - le long voyage les tuaient les gens ou mourrait dans la ville elle-même. Après plusieurs morts pendant le voyage vers Constantinople, le gouvernement vénitien autorisa des médecins à les accompagner pour les maintenir en vie. En cas d'hostilités, ils ont été souvent en danger d'être pris en otage, mais ce n'était qu'une vague forme d'assignation à résidence et même certains bailli purent quitter la maison, surtout si cela était lié à des fins religieuses. Il est rare que des baillis aient été exécutés, mais il y a certains cas où ils le furent et cette peur resta dans la tête des futurs baillis.
L'argent a été difficile à trouver pour leur libération et souvent ils durent le financer eux-mêmes. Cela a été particulièrement difficile s'ils n'avaient pas d'argent de leur précédent emploi. Souvent, ils firent des emprunts auprès des marchands, mais cela devient de plus en plus difficile à mesure que ces marchands ont réalisé qu'il fallait près d'un an pour les bailli les remboursent et ils ont commencé à refuser les demandes des baillis.

## Autres lectures
- Arbel, B. Trading Nations – Jews and Venetians in the Early Modern Eastern Mediterranean. New York: E.J. Brill, Leiden, The Netherlands, 1995.
- Faroqhi, S (1986). The Venetian Presence in the Ottoman Empire (1600-1630). The Journal of European Economic History, 15(2), pg. 345-384.
- Goffman, Daniel. “Negotiating with the Renaissance state: the Ottoman Empire and the new diplomacy” in The Early Modern Ottomans: Remapping the Empire. Ed. Virginia Aksan & Daniel Goffman. Cambridge University Press, 2007.
- Nicol, Donald M. Byzantium and Venice. Great Britain: Cambridge University Press, 1988.
- Guliyev, A. "Venice’s Knowledge of the Qizilbash – The Importance of the Role of the Venetian Baili in Intelligence-Gathering on the Safavids." Acta Orientalia Academiae Scientiarum Hungaricae 75.1 (2022) 79-97 https://doi.org/10.1556/062.2022.00116

- (en) Cet article est partiellement ou en totalité issu de l’article de Wikipédia en anglais intitulé « Bailo » (voir la liste des auteurs).